# 스티븐 브랜드
스티븐 브랜드(Steven Brand, 1969년 6월 26일 ~ )는 스코틀랜드의 배우이다.

## 출연 작품
- 2017 메이헴 - 존 타워 상사 역
- 2017 오멘 666 - 에디 역